# Platygaster inermis
Platygaster inermis är en stekelart som beskrevs av Walker 1836. Platygaster inermis ingår i släktet Platygaster och familjen gallmyggesteklar. Inga underarter finns listade i Catalogue of Life.